# Vlag van Tonaya

Vlag van Tonaya (ratio 4:7)

De vlag van Tonaya toont het wapen van Tonaya centraal op een groen-witte achtergrond; waarbij de hoogte-breedteverhouding van de vlag net als die van de Mexicaanse vlag 4:7 is.